# Arnold Hartmann
Arnold Hartmann (ur. 24 kwietnia 1861 w Brüssow, zm. 15 maja 1919 w Berlinie) – niemiecki architekt, był absolwentem Wyższej Szkoły Technicznej w Berlinie-Charlottenburgu.
Samodzielny architekt i członek Bund Deutscher Architekten (Związek Niemieckich Architektów). Jego budowle na Górnym Śląsku zostały szeroko opisane w „Niemieckiej gazecie budowlanej”.

## Życiorys

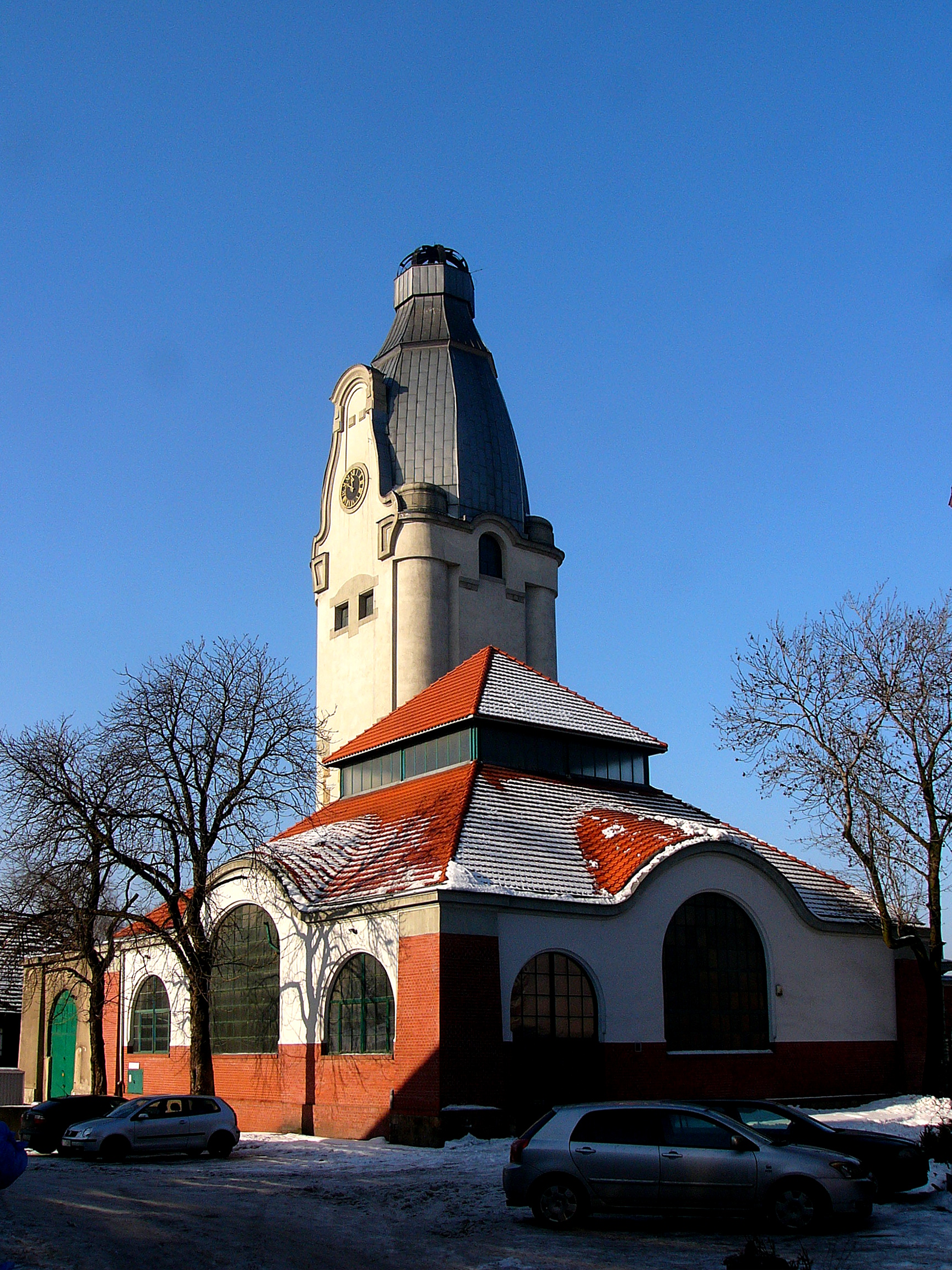
Wieża wodna szpitala im. Andrzeja Mielęckiego w Chorzowie, zaprojektowana przez Arnolda Hartmanna (2017)

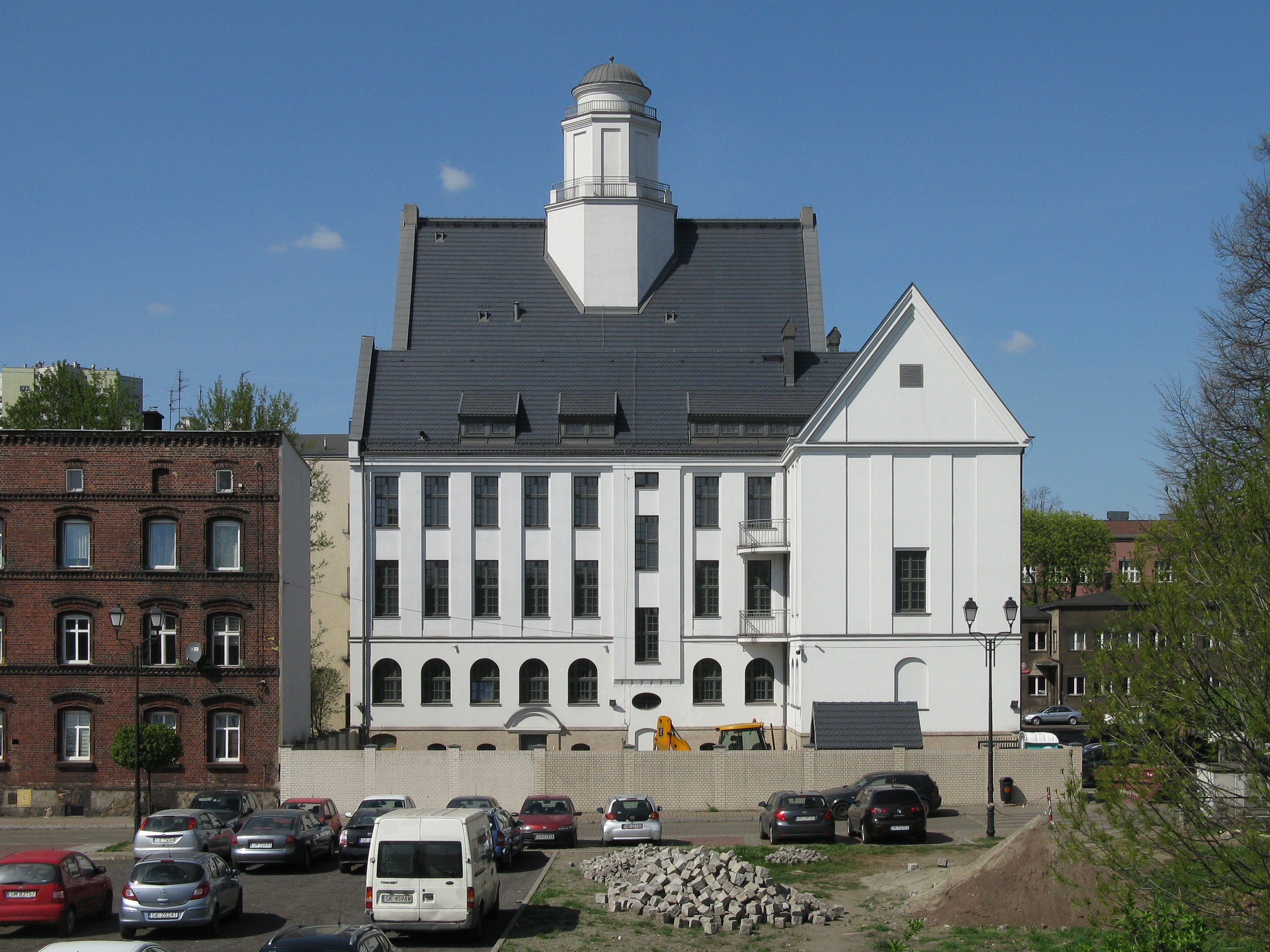
Ratusz w Katowicach-Zawodziu, projektu Arnolda Hartmanna (2018)

Działalność architektoniczna Arnolda Hartmanna w Katowicach oraz w innych miastach górnośląskich.
Miłośnik kunsztownego piękna, utożsamiał swoje projekty z rozwijającym się nurtem dekoracyjnym w latach (1890–1990). Cechami charakterystycznymi tego nurtu były: zamiłowania do asymetrii, nadawanie formy falistej linii oraz gracja i wdzięk. Arnold był z jednych twórców, którzy w swoich dziełach przedstawiali rzeczy diametralnie odmienne od panujących, począwszy od obiektów nawiązujących do średniowiecza a kończąc na wytworach recypujących secesyjne ideały jedynie w zakresie potraktowanej krzywoliniowej ornamentyki. Od 1876 pracował głównie w Berlinie. Był niezależnym architektem Stowarzyszenia Niemieckich Architektów. Tymczasowo mieszkał w Szczecinie i nosił honorowy tytuł Baurata. Pierwsze jego znane prace to projekty willi o pałacowym charakterze w Berlinie-Grunewald. Arnold Hartmann w 1867 stał się jednym z zagorzałych budowniczych Grunewaldu przez znany projekt. Zbudował pałacową willę dla tajnego oficera budowlanego Carla Büttnera. Jego najważniejsze budowle to 1877 – Pomnik Wojny, 1898 – Villa Meyer w Berlinie. Do jego najbardziej znanych dzieł należy Wieża Bismarcka w Kolonii w 1899, oraz w 1901 szpital gwarecki w Chorzowie. Zaprojektował również Budynek Urzędu Gminy Bogucice w Katowicach, zwany ratuszem został wybudowany w latach 1911–1912 na Zawodziu. Od 1974 do 2010 roku jako Akademia Ekonomiczna im. K. Adamieckiego w Katowicach, a od 2010 roku do teraz jako Uniwersytet Ekonomiczny w Katowicach. Został zaprojektowany z inicjatywy Kattowitzer Aktiengesellschaft fṻr Bergbau und Hṻttentrieb. Został wpisany do rejestru zabytków 19 sierpnia 1978 roku (nr rejestru zabytków A-1234/78). Według jego projektów wzniesiono dawny szpital bracki (przy ul. Francuskiej).

## Budynki i projekty
- 1877 – Wojna pomnik dla poległych żołnierzy z wojny francusko-niemieckiej 1870–1871 (we współpracy z rzeźbiarzem Albert Küppers)
- 1896 – Villa Büttnera w Berlin-Grunewald, Furtwänglerstraße
- 1897–1898 – Villa kompozytora Arthur ptaka w Berlin-Grunwald, Seebergsteig 21
- 1897–1898 – Villa Meyer w Berlin-Grunewald, Seebergsteig
- 1899–1903 – Wieża Bismarcka w Kolonii
- 1900–1901 – Knappschaftskrankenhaus w Königshütte (Górny Śląsk)
- 1907 – Direktion Donnersmarckhütte w Zabrzu, dziś siedziba administracji miejskiej
- Kolonia domów mieszkalnych Donnersmarckhütte z biblioteką, przedszkolem, składem straży pożarnej
- Konkurs na projekt Bismarck Pomnik na Elisenhöhe w Bingerbrück (nie przyznano)
- 1911–1913 – Ratusz w Zawodziu, obecnie dzielnica Katowic
- 1913 – Projekt do dekoracji Pariser Platz w Berlinie Silver Jubileuszu Kaiser Wilhelm II
- 1913 – Szkoła Wojenna w Bromberg